# Cupertino
Cupertino és una petita ciutat del comtat de Santa Clara, a l'estat de Califòrnia (Estats Units). Segons el cens de 2000 tenia 50.546, i el 2005 tenia 52.171 habitants.
Cupertino és a la zona coneguda com a Silicon Valley. Al sud de Sunnyvale, i a prop de la costa de la badia de San Francisco, Cupertino és la ciutat on són actualment les seus centrals d'Apple Inc., Hewlett-Packard, i moltes altres companyies d'informàtica i tecnologia.

## Història del nom
A Cupertino se li va posar originalment el nom d'Arroyo de San José de Cupertino (ara Stevens Creek). El rierol havia estat batejat el 1776 pel cartògraf de l'explorador espanyol Juan Bautista de Anza, que l'anomenà Sant Josep de Cupertino. Aquest Sant Josep (nascut Giuseppe Maria Desa, i més tard conegut com a Giuseppe da Copertino) va rebre el nom de la ciutat de Copertino a la regió de la Pulla a Itàlia.
El nom de Cupertino en comptes de l'anterior «West Side» va començar a ser emprat a començaments del segle xx quan John T. Doyle, un advocat de San Francisco i historiador, anomenà «Cupertino» els seus cellers, situats a la carretera de McClellan.